# 芳烈酒造

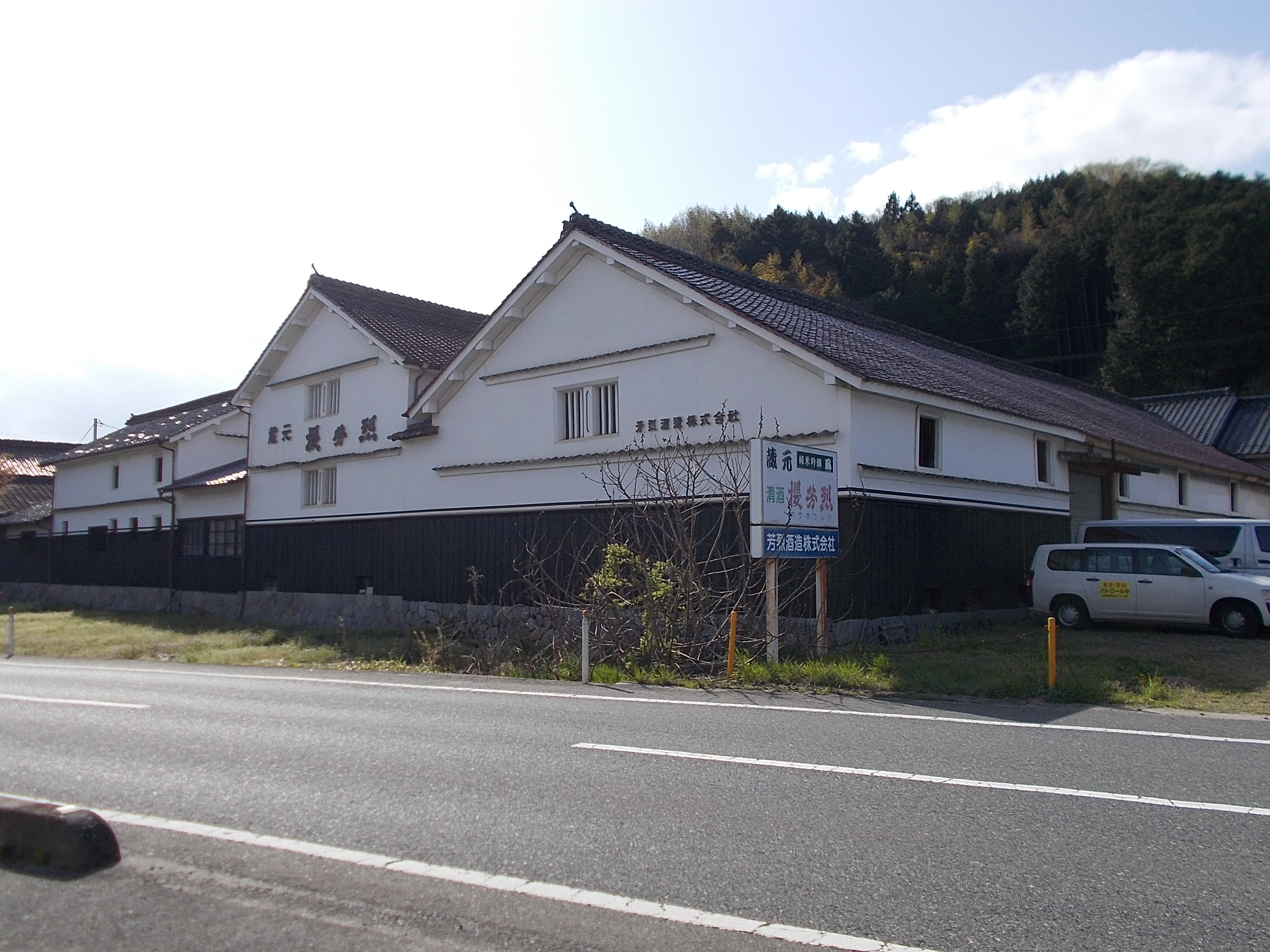
酒蔵

芳烈酒造株式会社（ほうれつしゅぞう）は、岡山県高梁市有漢町有漢に本社を置く酒造メーカー。

## 概要
創業は1918年（大正7年）、代表銘柄の「櫻芳烈」は岡山藩三代藩主、池田光政候が逝去した時のおくり名「芳烈公」に縁起物の「櫻」を冠して命名した。
高梁川の支流・有漢川の上流に位置し、ミネラルを豊富に含んだ有漢川の伏流水を仕込み水に用いている。
仕込みを終えた4月下旬、酒蔵を開放しジャズコンサート「JAZZ IN UKAN」が開催されている。
建物は1882年（明治15年）に建築されたもので、明治末期に倒産した前身の酒造業の施設を引き継いだものである。
2007年の公開映画『バッテリー』（あさのあつこ原作）のロケが行われた。（矢島繭の家）。

## 有漢の酒造史
有漢では伝統的に酒・醤油の醸造が盛んな産業で、有漢町の中心部、市場地区には明治時代に3軒の大きな酒造業者が存在していた。
大地主の佐藤本家、佐藤分家、江戸時代に庄屋を営んだ荘家の3軒があり、明治末期に相次いで倒産した。
大正時代に入り、新しい経営者の元で再興されることになる。
1919年（大正8年）、佐藤本家の残した施設を利用し、有漢村が半額出資して大正醸造株式会社が設立され、1944年に廃業した。跡地は現在の晴れの国岡山農業協同組合有漢支店。
荘家は尾嶋酒造が引き継ぎ昭和中期まで続いた。昭和末期まで建物があったが解体され、跡地は廣峰神社下の町営住宅。
1918年（大正7年）、佐藤分家を現在の芳烈酒造が引き継ぎ今に至る。
2004年合併前の高梁市旧市域と川上町では2018年現在酒造業は無くなり、有漢町・成羽町・備中町にそれぞれ1軒ずつ残るのみである。

## 銘柄
- 櫻芳烈（おうほうれつ）
  - 純米大吟醸、大吟醸、金印、上撰
  - Lily 大吟醸、純米吟醸生
  - 風 純米吟醸
  - 松山城 純米吟醸、本醸造
  - コトコト馬 本醸造
  - 有漢 生原酒、初しぼりにごり酒
  - 涼 冷酒生